# Associazione Calcio Venezia 1973-1974
Questa voce raccoglie le informazioni riguardanti l'Associazione Calcio Venezia nelle competizioni ufficiali della stagione 1973-1974.

## Rosa
| N. |                   | Ruolo | Calciatore           |
| -- | ----------------- | ----- | -------------------- |
|    | Italia (bandiera) | D     | Mario Ardizzon       |
|    | Italia (bandiera) | D     | Pier Luigi Bassanese |
|    | Italia (bandiera) | A     | Roberto Bellinazzi   |
|    | Italia (bandiera) | A     | Bruno Bianchi        |
|    | Italia (bandiera) | D     | Gianfranco Bisiol    |
|    | Italia (bandiera) | C     | Franco De Cecco      |
|    | Italia (bandiera) | C     | Agostino Flaborea    |
|    | Italia (bandiera) | P     | Livio Fornasiero     |
|    | Italia (bandiera) | C     | Gritto Modonese      |

| N. |                   | Ruolo | Calciatore           |
| -- | ----------------- | ----- | -------------------- |
|    | Italia (bandiera) | C     | Franco Ronchi        |
|    | Italia (bandiera) | D     | Giorgio Sabbadin     |
|    | Italia (bandiera) | D     | Sandro Santarello    |
|    | Italia (bandiera) | C     | Nello Scarpa         |
|    | Italia (bandiera) |       | S. Scarpa            |
|    | Italia (bandiera) | P     | Eros Seda            |
|    | Italia (bandiera) | C     | Carlo Trevisanello   |
|    | Italia (bandiera) | A     | Stefano Trevisanello |
|    | Italia (bandiera) | C     | Ennio Vianello       |